# La caída de los condenados (Bouts)
La caída de los condenados (en holandés: De Val van de verdoemden) es un óleo sobre tabla de Dieric Bouts, terminado en 1470. Es la sección derecha de un tríptico de una escena del Juicio Final, encargado para el ayuntamiento de Lovaina, Bélgica, en 1468. El panel central del tríptico se ha perdido, pero se conserva el lateral izquierdo -o contraventana-, que representa la Ascensión de los Elegidos. El conjunto de imágenes se habría inspirado narrativamente en Génesis 2:10, el Libro del Apocalipsis y en el Purgatorio de San Patricio, manuscrito irlandés del siglo XIV escrito por Berol que narra el legendario viaje de Sir Owein al Purgatorio.La Caída es un préstamo permanente del Louvre al Palacio de Bellas Artes de Lille,donde desde 1957 se ha reunido con la Ascensión.
El tríptico fue encargado para el ayuntamiento de Lovaina a mediados de 1468. Según los registros se habría terminado en 1469 y se habría instalado en el ayuntamiento en 1470."El aspecto del panel central desaparecido se conoce por una copia tosca que se encuentra en la Alte Pinakothek de Múnich." 
Se ha notado que las dos pinturas exteriores funcionan como pendants y que el panel izquierdo, que presenta un paraíso terrenal verde, combina de manera llamativa pero armoniosa con las "formas, colores, figuras contrastantes y sus expresiones de tormento" del panel derecho.Allí, dice Hilde Clase, "en un paisaje volcánico, los condenados se hunden en el infierno por el peso de sus pecados" en una "composición bien equilibrada".
Se encuentra más evidencia de la relación de las dos obras en la alineación de la carpintería y el metal para las bisagras y una cerradura, lo que sugiere que los paneles exteriores habrían servido como contraventanas sobre un panel central mientras estaban en posición cerrada.
Max Friedländer asignó el panel como "perteneciente a las obras maduras del maestro".
Bouts evidentemente se inspiró para el tema y el contenido en la representación convencional del Juicio Final, pero también en el Visio Tnugdali.Los historiadores del arte han encontrado que las elecciones específicas de Bout tienen sus fuentes en la obra de Rogier van der Weyden(su Juicio Final en Beaune), en el tratamiento de Hans Memling en Gdansky en la tradición pictórica de los manuscritos ilustrados.La composición y el tono del ejemplo de Bouts fueron retomados por El Bosco en su Caída de los condenados al infierno de 1490 y en Las visiones de Tondal de Simon Marmion de 1475. La pintura recibió tratamientos de limpieza, reparación o conservación en 1543, 1628, 1904, 1941, 1951, 1971 y 1997.